# John Cockerill
John Cockerill (Haslington, 3 d'agost 1790 - Varsòvia, 19 de juny 1840) és un empresari britànic que es va establir a Lieja a l'inici del segle xix.
Junts amb el seu germà William (1748-1847) va portar la revolució industrial a Lieja i iniciar la transformació de l'estructura econòmica, basada en els sectors del carbó, ferro i tèxtil.

## Biografia
El seu pare William era un mecànic anglès, que va fugir la pobresa i emigrar amb els seus dos fills grans, William junior i Charles-James, primer a Suècia i després el 1799 va emigrar el 1799 al principat de Lieja a la ciutat de Verviers, on van estar-se en una vella foneria de la fàbrica Simonis. Amb ambdós fills grans va construir les primeres màquines de tèxtil i a poc a poc desenvolupar una benanança. El 1802 va tornar a Anglaterra per cercar els tres altres fills. Durant el primer viatge del pare, John va ser acollit per parents que no es van cuidar gaire de la seva educació i el jove John, negligit a penes havia anat a l'escola dels nou a dotze anys. El pare aviat va deixar Verviers i obrir un taller a Lieja, al qual els seus fills eren els únics treballadors. Pel seu talent comercial i industrial, John aviat va esdevenir cap del taller i el pare a poc a poc es va allunyar dels negocis. El 1815 va construir la primera màquina de vapor. El seu taller a Lieja aviat esdevé massa petit. El 25 de gener del 1817 el rei Guillem I dels Països Baixos li ven el castell i tot els jardins de Seraing, l'antiga residència estival dels prínceps-bisbes de Lieja, per 45.000 francs, una desena part del valor real. El rei li dona la missió de desenvolupar la siderúrgia i l'estat atorga un préstec de 300.000 florins. A poc a poc, els antics jardins a la francesa del castell van transformar-se en tallers industrials. Per a millorar la qualitat de l'acer va reemplaçar el carbó de lleny pel coc. Junt amb la siderúrgia, va desenvolupar la construcció mecànica i la construcció de màquines. El petit poble rural de Seraing va desenvolupar-se en suburbi industrial.

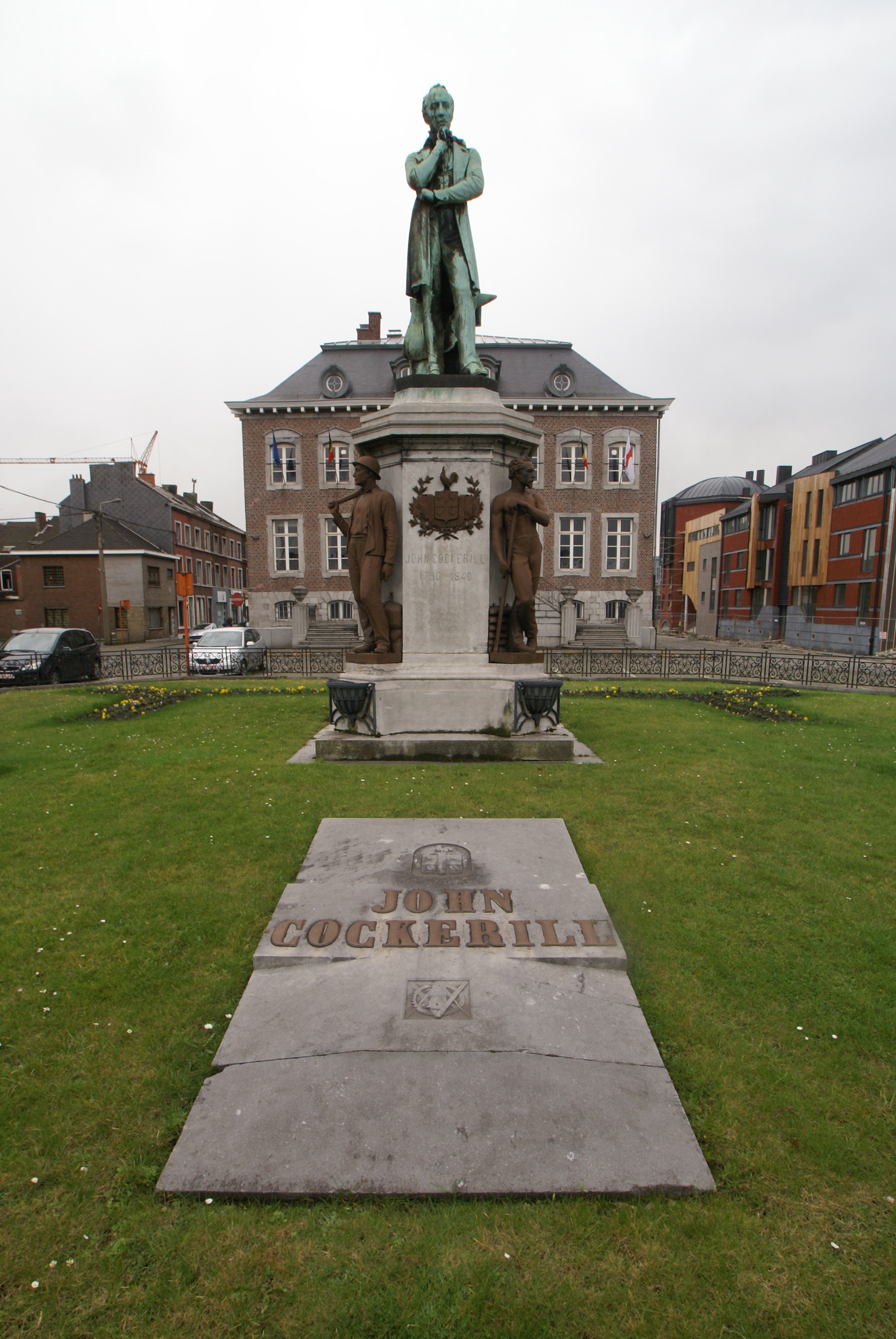
Estàtua i sepulcre de John Cockerill devant la casa de la vila de Seraing

El 1830, la revolució belga sembla amenaçar una breu estona la volada d'aquesta indústria innovadora. El 1833 va tornar a fabricar, i es va fer indispensable quan el petit país decideix de crear una xarxa ferroviària, per a eludir el bloqueig del riu Escalda i del Zuid-Willemsvaart per als neerlandesos. Les fàbriques van produir els rails, les locomotores, els elements per a la construcció dels primers ponts de ferro… Els tallers també construiran paquebots i s'obrí una sucursal de construcció naval a Hoboken prop d'Anvers.
Cockerill va realitzar un dels primers complexos industrials: a l'apogeu, el seu imperi tenia 60 establiments, molts fora de Bèlgica: mines de carbó, alts forns, filatures, tallers de construcció de màquinària, etc. La més coneguda és la S.A. Cockerill-Ougrée que el 1981 va fusionar amb l'acereria Hainaut-Sambre que va esdevenir Cockerill-Sambre fins a la fusió amb Arcelor el 2001.
A Aquisgrà va crear una filatura de llana i una fàbrica de filadores. El 1832 va comprar la mina de plom i de zinc Herrenberg entre Verlautenheide i Haaren al costat d'Aquisgrà. El 1837 va construir una fàbrica de zinc Sankt Heinrichhütte a Münsterbusch, al costat de la mina de zinc, propietat del seu germà James Cockerill. El 1838 va reunir la Sankt Heinrichhutte, la mina de Herrenberg i les altres mines que posseïa en una nova companyia Stolberger Gesellschaft und Metallurgische Gesellschaft zu Stolberg (trad.: Societat de Stolberg i Societat metal·lúrgica de Stolberg.
John Cockerill va morir de la febre tifoide a Varsòvia el 1840 durant un viatge de negocis

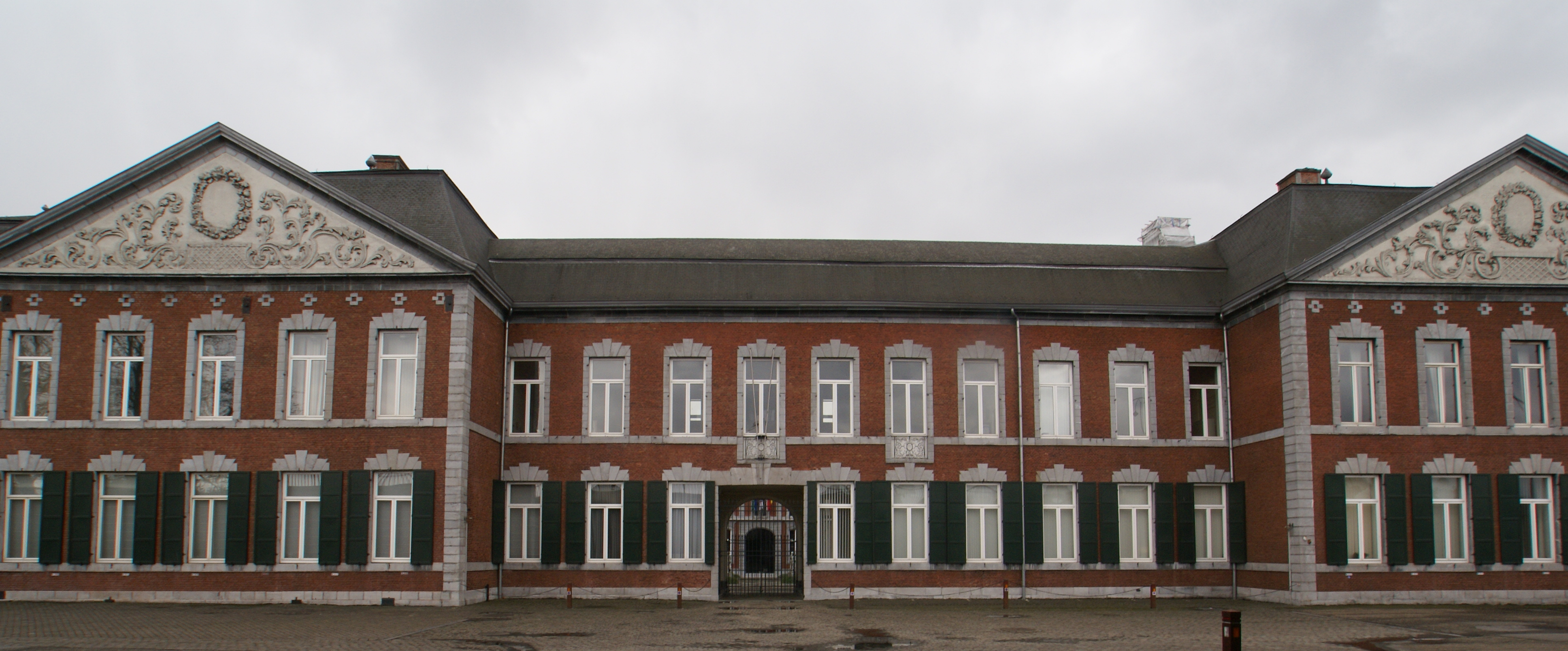
El castell Cockerill a Seraing
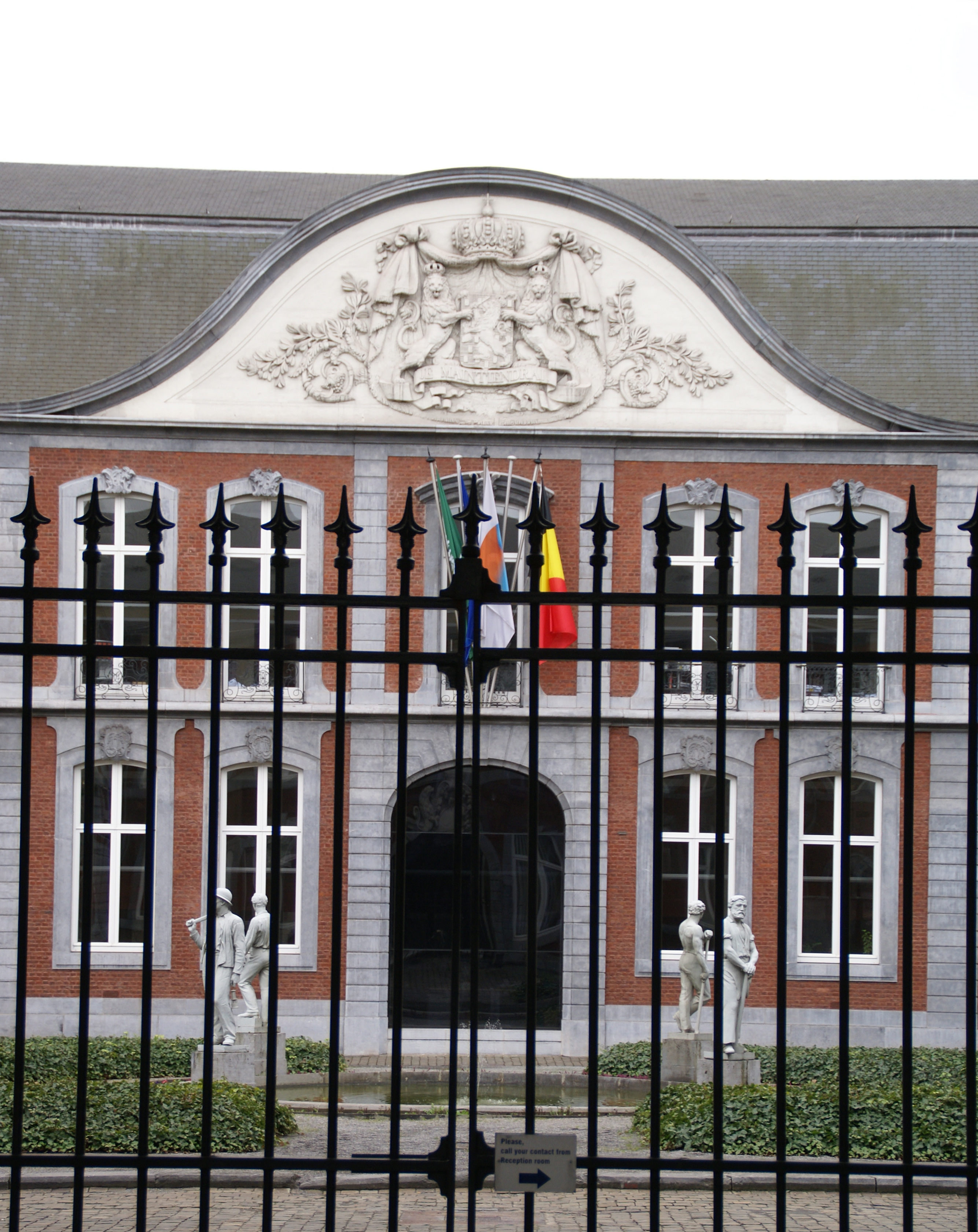
Cort interior del castell
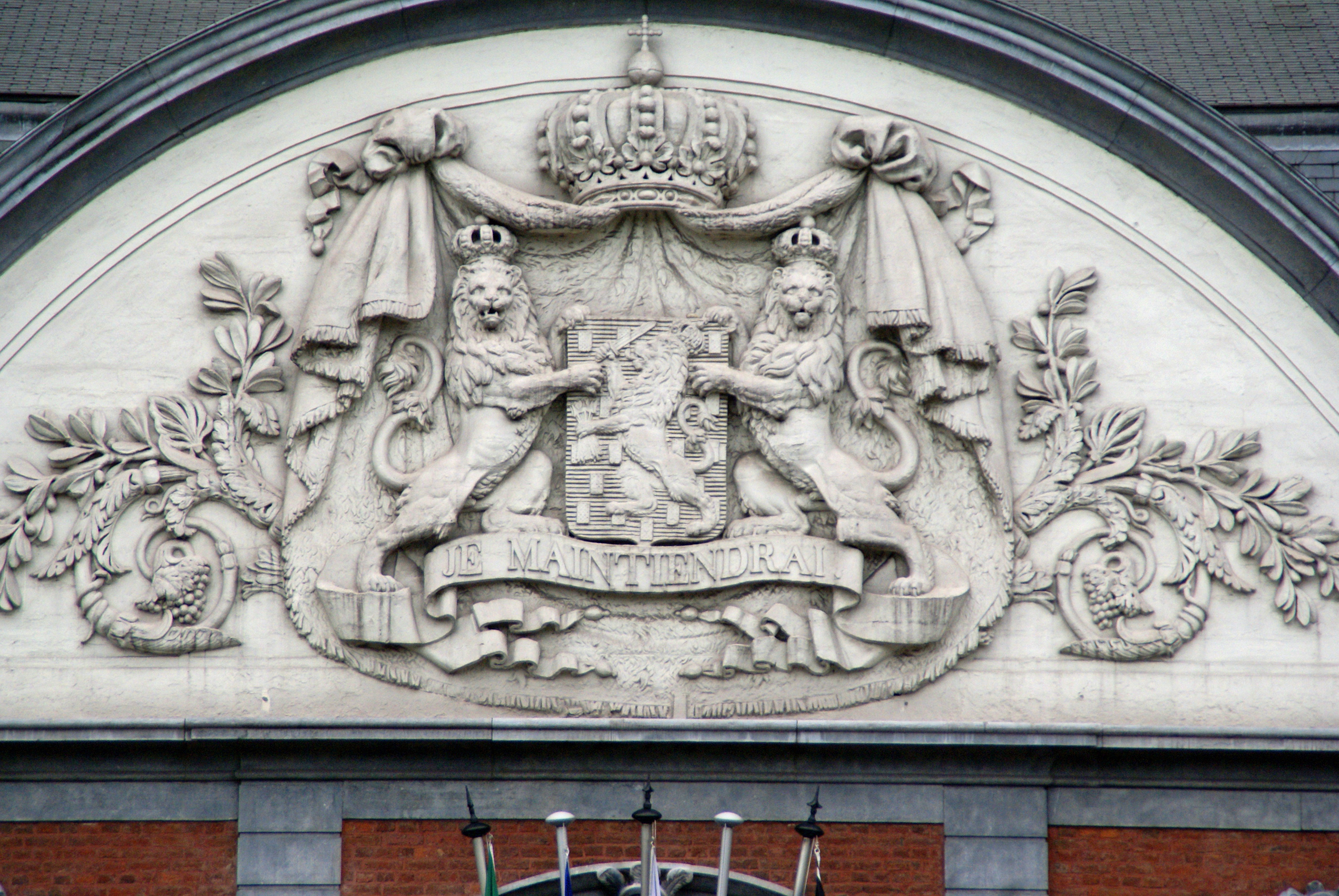
Escut dels Països Baixos al frontó de la façana interior del castell Cockerill
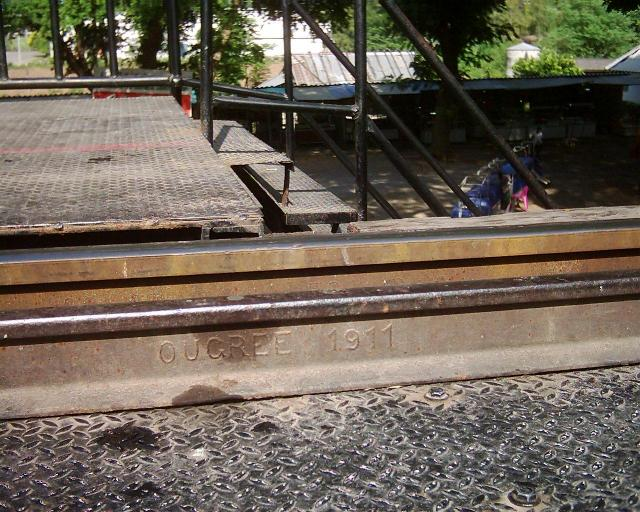
Rail de les fàbriques de Cockerill a Ougrée al pont del riu Kwai a Tailàndia

## Llegat
Els alts forns creats per John Cockerill, que en passar al grup Cockerill-Sambre, Arcelor, i finalment al grup indi Arcelor-Mittal van tancar primer els alts forns d'Ougrée el 2005 i el de Seraing el 2011. De l'imperi industrial queda el 2016 la construcció mecànica al grup CMI o Cockerill Mechanical Industries i Cockerill Ringmill, que ara té el nom Arcelor-Mittal Ringmill.
Al pont famós del riu Kwai a Tailàndia, es troben rails Made by John Cockerill, Ougrée, 1911, tot i que el pont i el ferrocarril es van construir entre 1942 i 1943.